# Frans Grootjans
Frans Edward Elisabeth Grootjans (ur. 24 stycznia 1922 w Wilrijk, zm. 20 lutego 1999 w Antwerpii) – belgijski i flamandzki polityk, ekonomista i dziennikarz, minister edukacji (1966–1968), wicepremier i minister finansów (1985), w latach 1973–1977 przewodniczący Partii na rzecz Wolności i Postępu.

## Życiorys
Pochodził z rodziny nauczycielskiej, szkołę średnią ukończył w Antwerpii. Następnie przez rok studiował historię na Uniwersytecie Gandawskim. Ostatecznie w 1945 ukończył studia z handlu i finansów w Rijkshandelshogeschool (włączonej później w struktury Rijksuniversitair Centrum Antwerpen). Pracował w przedsiębiorstwach wydawniczych. Przez wiele lat związany z liberalnym czasopismem „De Nieuwe Gazet”, pomiędzy 1957 a 1987 pełnił funkcję jego redaktora naczelnego, a od 1968 był także dyrektorem generalnym jej wydawcy. W późniejszych latach zatrudniony także w banku, wykładał również na uniwersytecie ludowym. Był autorem kilku książek.
Zaangażował się w działalność polityczną w ramach ugrupowania belgijskich liberałów, na początku lat 60. przekształconego w Partię na rzecz Wolności i Postępu. W drugiej połowie lat 40. stanął na czele młodzieżówki Liberale Jonge Wacht, należał do lewicowego skrzydła partii podkreślającego znaczenie Flandrii. Od 1949 zasiadał w radzie prowincji Antwerpia, później wchodził też w skład rady miejskiej Antwerpii (1971–1986). W latach 1954–1987 członek Izby Reprezentantów. Od 1966 do 1968 pełnił funkcję ministra edukacji w rządzie Paula Vanden Boeynantsa. W 1972 został wiceprzewodniczącym flamandzkiej PVV, następnie kierował tym ugrupowaniem od 1973 do 1977 (zrezygnował po słabym wyniku wyborczym liberałów w 1977). Od stycznia do października 1985 pełnił funkcję wicepremiera oraz ministra finansów i klasy średniej w piątym gabinecie Wilfrieda Martensa. Odmówił dołączenia do kolejnego rządu współtworzonego przez PVV, zdecydował się natomiast objąć funkcję przewodniczącego Rady Flamandzkiej (organu samorządowego dla Regionu Flamandzkiego, do którego oddelegowany był od jego założenia na początku lat 70.). Instytucją tą kierował od grudnia 1985 do grudnia 1987.

## Odznaczenia
Odznaczony Orderem Leopolda II I klasy, Orderem Leopolda II i V klasy oraz Odznaką Obywatelską.